# Pegayut
Pegayut is een bestuurslaag in het regentschap Ogan Ilir van de provincie Zuid-Sumatra, Indonesië. Pegayut telt 2002 inwoners (volkstelling 2010).